# Spread Group
Spread Group (Rufname der sprd.net AG) ist die Dachmarke von fünf international agierenden E-Commerce-Plattformen mit Sitz in Leipzig. Das 2002 als ein studentisches Start-up gegründete Social-Commerce-Unternehmen stellt seinen Nutzern mit seiner Marke Spreadshirt eine Online-Plattform zur Verfügung, mit deren Hilfe nicht nur T-Shirts gestaltet und gekauft, sondern auch über einen Marktplatz zum Verkauf angeboten werden können. Zum Konzern gehören auch die Produktionsunternehmen sowie weitere Angebote für On-Demand-Druck und Merchandising. Sämtliche Geschäftsvorgänge werden über das Internet abgewickelt.

## Geschichte

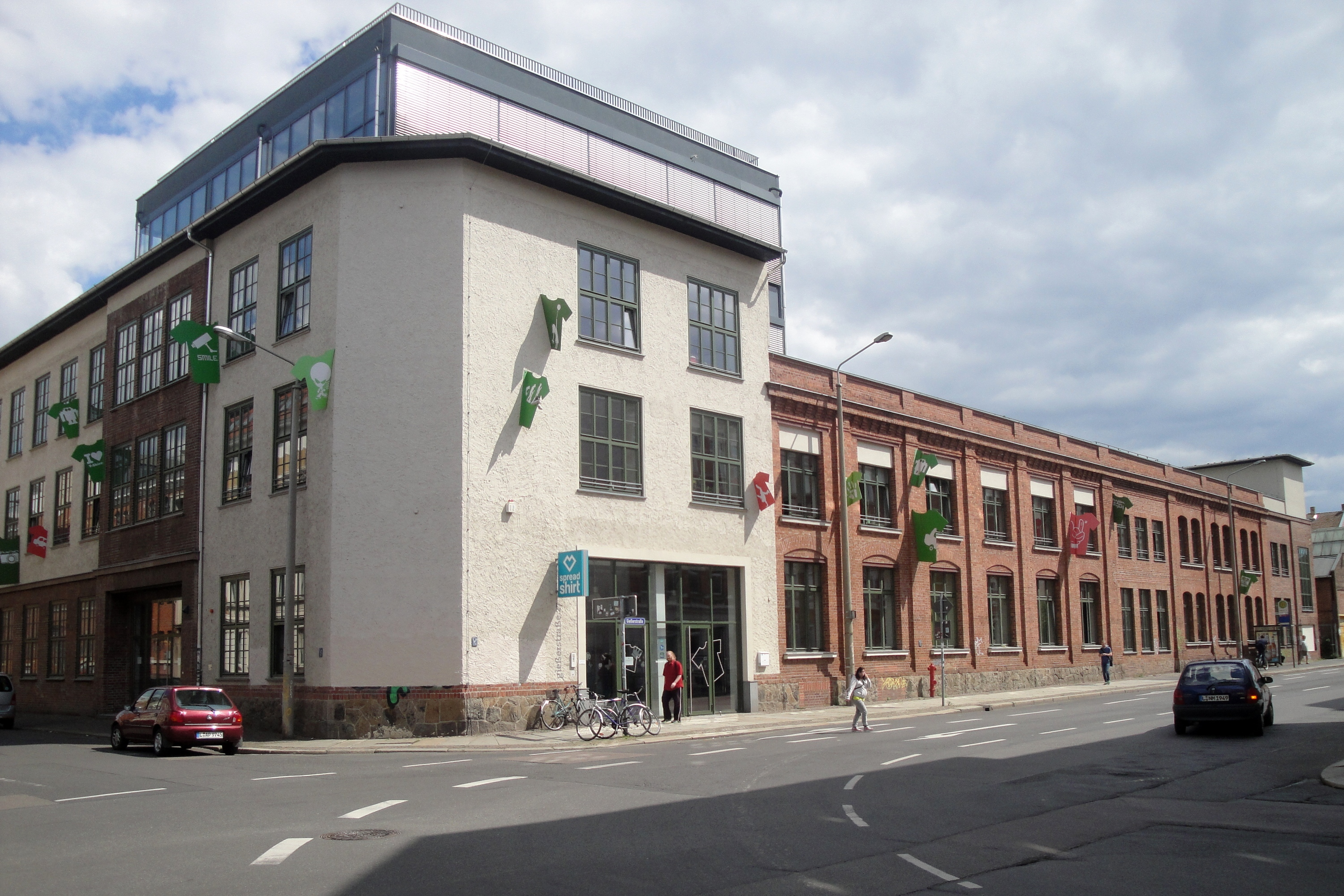
Sitz des Unternehmens in Leipzig-Plagwitz

Spreadshirt wurde im Jahre 2001 von Lukasz Gadowski und Matthias Spieß gegründet. Spieß hatte zu diesem Zeitpunkt bereits Erfahrung in der Gründung von Unternehmen. Der weitere Geschäftsführer Michael Petersen wurde im Sommer 2004 als Partner in die Firma aufgenommen. 2006 wurde die Unternehmensform von einer GmbH in eine AG gewandelt.
Der Hauptsitz von Spread Group liegt in Leipzig-Plagwitz. Zudem befinden sich weitere europäische Büros in Berlin, London, Paris, Utrecht sowie im polnischen Legnica. Dort entstand 2006 auch der dritte Produktionsstandort, neben Leipzig und den zwei amerikanischen Niederlassungen in Greensburg (Pennsylvania) und Henderson (Nevada).
Im Juli 2006 investierte das Londoner Risikokapital-Unternehmen Accel Partners in Spread Group. Ein Teil des Geldes wurde verwendet, um die französische Firma laFraise zu kaufen, welche Europas größten fortlaufenden T-Shirt-Design-Wettbewerb im Internet veranstaltete. Das Unternehmen laFraise wurde im Juli 2014 geschlossen. Die irische Tochterfirma La Fraise Ltd. ist aber noch aktiv.
Zum 1. August 2007 gab Gadowski seinen Posten als Vorstandsvorsitz bei Spread Group auf und fungiert stattdessen seit 2008 als Vorsitzender des Aufsichtsrats. Gadowskis Nachfolgerin wurde die US-Amerikanerin Jana Eggers, die bis November 2010 als CEO bei Spread Group tätig war. Im Mai 2011 wurde der ehemalige Marketingvorstand Philip Rooke zum CEO ernannt. Der Mitbegründer und vorherige CTO Matthias Spieß wechselte in den Aufsichtsrat.

Logo von laFraise

Logo Deutsche Druckservice

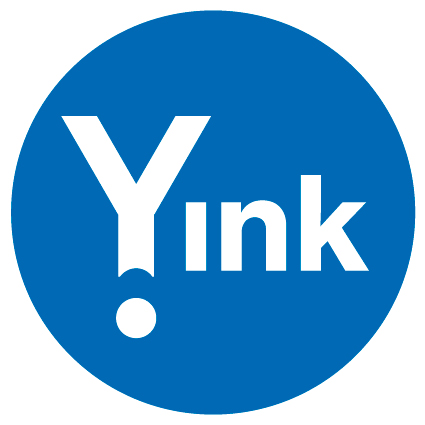
Logo des Unternehmens Yink

Spread Group umfasste im Juli 2014 neben Spreadshirt.de noch die Unternehmensmarke Yink, die aus dem Deutschen Druckservice, später Spreadshirt Großbestellungen, hervorgegangen ist. Der bereits seit 2004 bestehende Service bleibt eine Sparte von Spread Group, arbeitet aber ab sofort als eigene Marke.
Am 7. Januar 2016 beschloss Spread Group, den Produktionsstandort in Leipzig zu schließen. Die 26 Mitarbeiter der Spreadshirt Manufacturing Deutschland GmbH wurden beurlaubt. Leipzig produzierte nur 10 % des europäischen Volumens. Nach kurzen Verhandlungen wurde die Beurlaubung der Produktionsmitarbeiter wieder aufgehoben und Spread Group produziert nun auch wieder in Leipzig. Weitere Standorte gibt es in Legnica (Polen) und Krupka (Tschechische Republik)
Im Juli 2021 war Spreadshirt von einem Hackerangriff betroffen. Dabei wurden Adressdaten, Paypal-Adressen und Kontoinformationen von Kunden erbeutet, sowie Hashes von Passwörtern, die vor 2014 gespeichert wurden.
Die aktuellen Mitglieder des Vorstands sind CEO Julian de Grahl, CFO Ferdinand von Humboldt, Chief Commercial Officer Frederik Brakel und COO Frank Bartelt (Stand Oktober 2023).

## Kritik
Es wird des Öfteren unterstellt, dass es sich bei Spread Group um einen weiteren Web-2.0-Klon handelt, der auf dem US-amerikanischen cafepress.com basiert. So führt Spiegel Online in einem Artikel vom 2. Dezember 2007 Spread Group unter der Überschrift „Deutsche Web-2.0-Nachahmer: Kasse machen mit dem Copyshop“ auf.
In einem Artikel in der taz wurde offengelegt, dass „Reconquista“ (rcqt) rechtsextremistische Devotionalien in einem Spreadshirt-Shop angeboten hatte. Der Shop wurde von Spread Group 2008, nachdem dies bekannt wurde, geschlossen. Darüber hinaus hat PI-News bis 2011 auch einen „PI-Shop“ bei Spread Group betrieben und darin T-Shirts mit antimuslimischen Motiven angeboten. Spread Group hatte eine Schließung des Shops mehrfach erwogen, aber mit dem Hinweis auf „Meinungsfreiheit“ abgelehnt. Im Oktober 2011 wurde der Shop allerdings ebenfalls geschlossen.
2020 wurde bekannt, dass Spread Group Kleidung mit QAnon-Motiven verkauft. Seit Mai 2020 sind Inhalte, die mit QAnon in Verbindung stehen, auf der Plattform verboten.
Im Mai 2020 geriet Spread Group in die Kritik, da auf der Plattform mehrere Produkte angeboten wurden, welche ein Design trugen, das an einen Judenstern erinnert. Die Sterne waren mit der Aufschrift „Nicht geimpft“ versehen. Nach einem Shitstorm in den Sozialen Medien entfernte das Unternehmen die Produkte aus seinem Angebot.

## Zahlen und Fakten
- Auf dem europäischen Marktplatz von Spread Group befinden sich mittlerweile mehr als 8.000.000 T-Shirt-Motive, die in unterschiedlichen Kombinationen auf fast 200 verschiedenen Produkten kombiniert werden können.[23]
- Der Umsatz 2019 belief sich auf 131 Mio. EUR Insgesamt verschickte die Spread Group in über 170 Länder mehr als 6,4 Millionen bedruckte Produkte.[24]

## Auszeichnungen
- Silberner Best in Biz Award für die Spreadshirt-Kollektion in der Kategorie Produktlinie des Jahres 2013[25]
- OnlineStar 2006: Sonderpreis „Gründer des Jahres“ für Lukasz Gadowski[26]
- Europe’s Top 500 (2006): Platz 5 der wachstumsstärksten Mittelständler Europas, Nr. 1 in Deutschland[27]
- Deutscher Internetpreis 2005: Auszeichnung des Bundesministeriums für Wirtschaft und Arbeit[28]